# Hypotrichose
Als Hypotrichose ( altgriechisch ὑπό- hypo, deutsch ‚unter‘ und altgriechisch ϑρίξ, τριχός thrix, trichos, deutsch ‚Haar‘) bezeichnet man eine reduzierte Anzahl von Haaren infolge Haarausfall, Wachstumsstörungen, Störungen des Haarwechsels, Ektoparasiten oder als Fehlbildung (Hypotrichosis congenita hereditaria). Gelegentlich wird dafür auch der Begriff Alopezie verwendet, obwohl Letzteres im engeren Sinne ein völliges Fehlen von Haaren in einem bestimmten Areal bedeutet.
Eine Hypotrichose ist bereits ohne Spezialuntersuchungen äußerlich erkennbar. Zur Feststellung der Ursache werden Trichogramme, bei Parasitenbefall auch Hautgeschabsel eingesetzt.

## Einteilung
Folgende Einteilung nach Ursachen ist möglich:
- Androgenetischer Haarausfall
- erworben
  - Infektionskrankheiten
  - Schilddrüsenfunktionsstörungen
  - Störungen des Immunsystems
  - Ektoparasiten (Stechmücken, Läuse, Zecken)
  - Medikamente wie Zytostatika
  - Mangelernährung
  - nach der Geburt (physiologisch)
  - idiopathisch
  - Erythrodermie
  - Kollagenose
- im Rahmen von Syndromen (s. u.)

## Im Rahmen von Syndromen
Bei folgenden Syndromen wird eine Hypotrichose als wesentliches Merkmal aufgeführt:
- Dyskeratosis congenita
- Dysplasie, ektodermale, Typ Berlin (Synonym: Leukomelanodermie – geistige Retardierung – Hypotrichose)[4]
- Dystrophia bullosa hereditaria-Typus maculatus seu Amsterdam
- Ektodermale Dysplasie (Anhidrotische Form)
- Ellis-van-Creveld-Syndrom
- Hereditäre Hypotrichose mit rezidivierenden Hautbläschen[5]
- HOPP-Syndrom[6]
- Hypotrichose – Lymphödem – Telangiektasie[7]
- Hypotrichose mit juveniler Makuladystrophie
- Hypotrichose mit Intelligenzminderung Typ Lopes (Lopes-Marques-de-Faria-Syndrom; Hypotrichose – geistige Retardierung, Typ Lopes)[8]
- Hypotrichose-Schwerhörigkeit-Syndrom[9]
- Hypotrichosis congenita hereditaria Marie Unna
- Ichthyose-Hypotrichose-Syndrom[10]
- Kaler-Garrity-Stern-Syndrom[11]
- Kleinwuchs-Onychodysplasie-Gesichtsdysmorphie-Hypotrichose-Syndrom[12]
- Knorpel-Haar-Hypoplasie
- Kranioektodermale Dysplasie
- Monilethrix
- Moynahan-Syndrom, Synonym: Alopezie-Epilepsie-Intelligenzminderung-Syndrom Typ Moynahan[13]
- Neonatale Ichthyose-sklerosierende Cholangitis-Syndrom (Ichthyosis mit Hypotrichose und sklerosierender Cholangitis)[14]
- Nicolaides–Baraitser-Syndrom
- Okulo-osteo-kutanes Syndrom (Brachymetapodie – Anodontie – Hypotrichose – Albinismus)[15]
- Oro-fazio-digitales Syndrom
- Pachyonychia congenita
- Progerie
- Salamon-Syndrom
- Schöpf-Schulz-Passarge-Syndrom
- SEMD mit Hypotrichose[16]
- Tricho-dento-ossäres Syndrom
- Tricho-rhino-phalangeale Dysplasie
- Werner-Syndrom